# James B. Pollack
James B. Pollack (9 de juliol de 1938 - 13 de juny de 1994) va ser un astrofísic nord-americà que va treballar al Centre va ser un astrofísic estatunidenc que va treballar a l'Ames Research Center de la NASA.
Pollack va néixer el 9 de juliol de 1938, i va ser criat en Woodmere, Long Island per una família jueva que treballava en el negoci de peces de vestir per a dones. Va ser el millor estudiant de l'escola secundària i es va graduar de la Universitat de Princeton el 1960. Després va obtenir el màster en física nuclear a la Universitat de Califòrnia, Berkeley el 1962 i el seu doctorat a Harvard el 1965, on va ser estudiant de Carl Sagan. Era obertament gai. Dorion Sagan va explicar com el seu pare va venir a la defensa de l'amant de Pollack en un problema amb l'obtenció del tractament a la sala d'urgències del servei de salut de la universitat.
Pollack es va especialitzar en ciències atmosfèriques, especialment en les atmosferes de Mart i Venus. Va investigar la possibilitat de terraformar Mart, l'extinció dels dinosaures i la possibilitat d'un hivern nuclear des dels anys 80 del segle XX amb Christopher McKay i Sagan. El treball de Pollack et al. (1996) sobre la formació dels planetes gegants ("paradigma d'acreció del nucli") es veu avui com el model estàndard.
Va explorar el temps a Mart amb dades de la nau Mariner 9 i la missió Viking. Sobre això va basar simulacions informàtiques de vents, tempestes i el clima general d'aquest planeta. Una visió general de la biografia científica de Pollack es dona en la conferència commemorativa "James B. Pollack: un pioner en Stardust per a la investigació de planetesimals" celebrat en un Simposi de l'Astronomical Society of the Pacific de 1996.
Va ser destinatari del Premi Gerard P. Kuiper el 1989 per un notable assoliment de la vida en el camp de la ciència planetària. Pollack va morir el 1994 a partir d'una rara forma de càncer espinal, als 55 anys.
Un cràter a Mart va ser nomenat en el seu honor.

## Enllaços externs

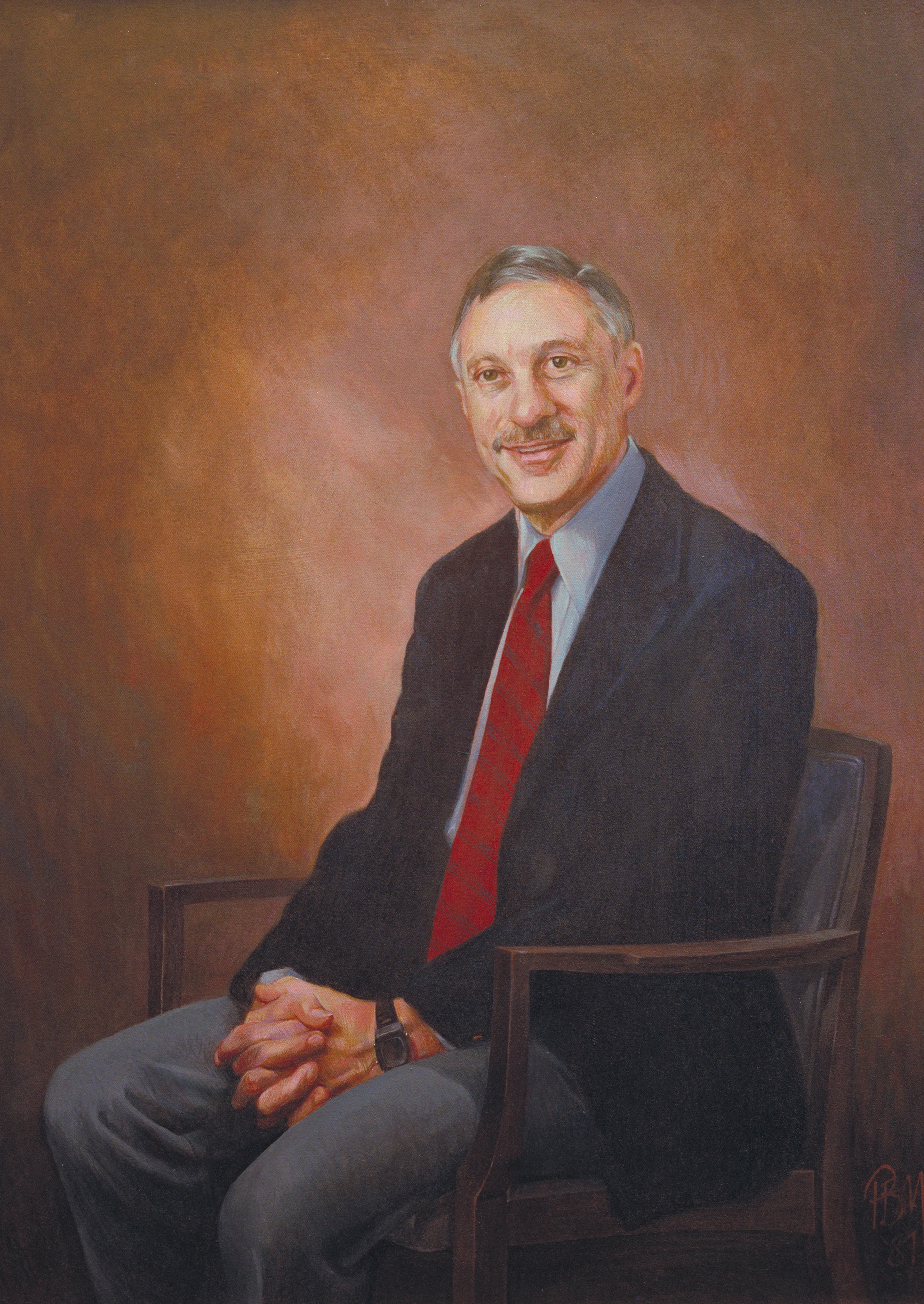
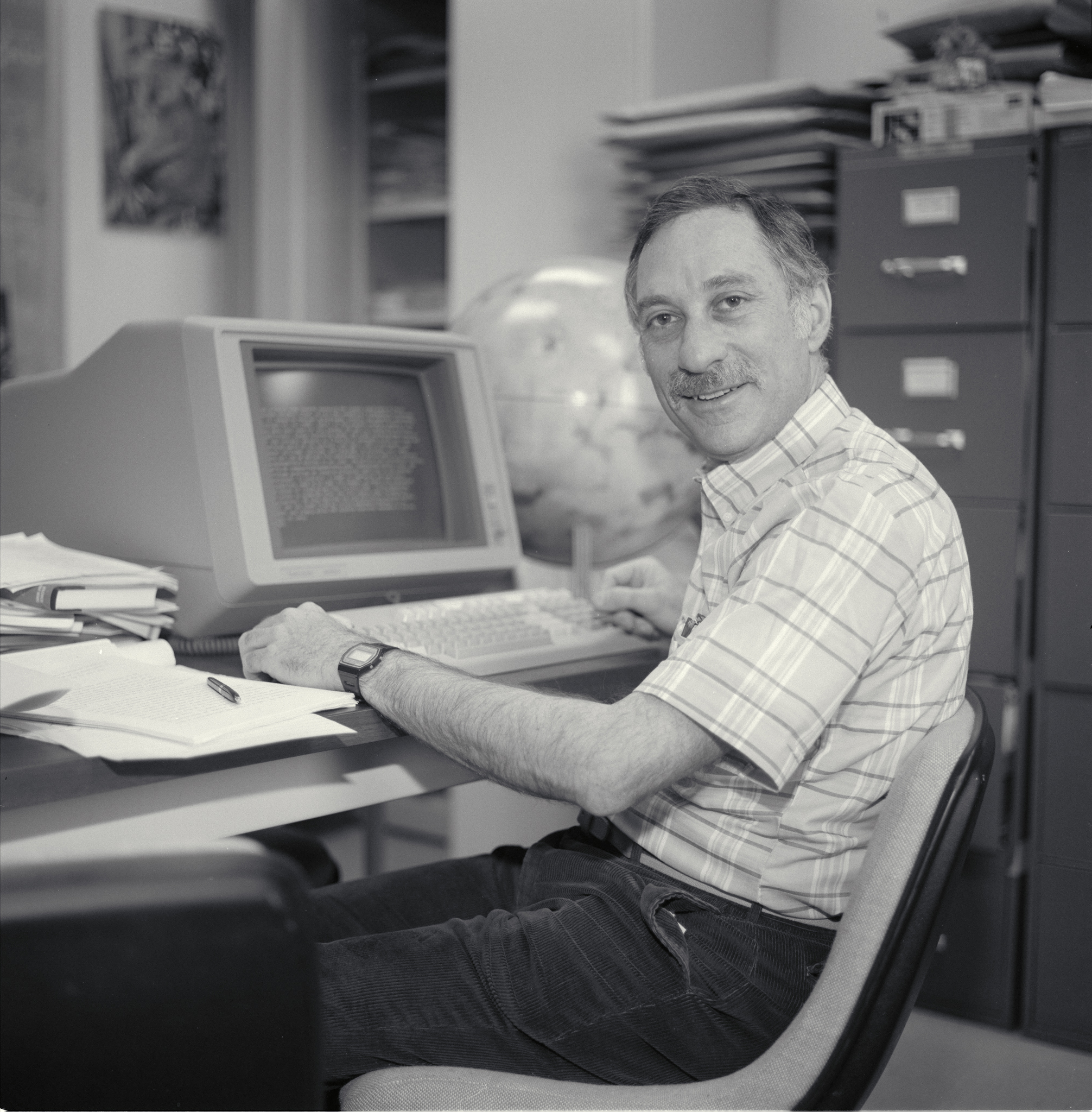
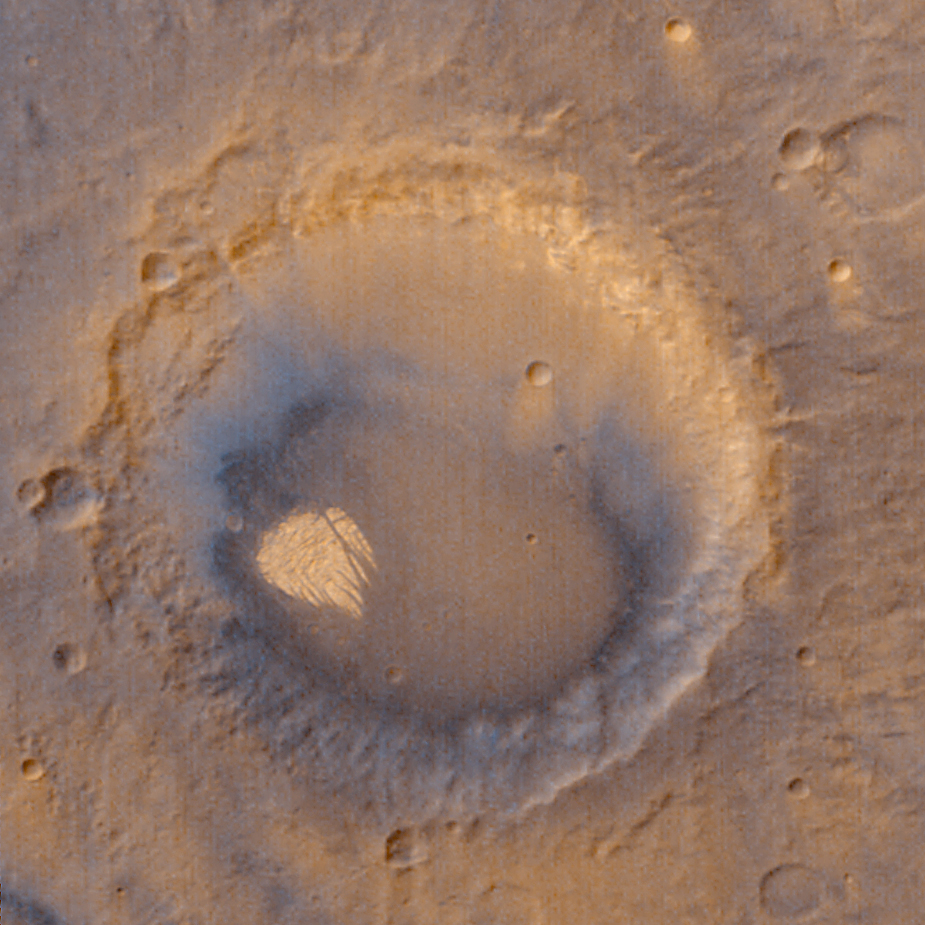